# Бромсгроув Роверс
«Бромсгроув Роверс» — английский футбольный клуб из города Бромсгроув, Вустершир. Образован в 1885 году. Наибольшего успеха добился в 1993 году, когда финишировал вторым в Конференции. В сезоне 2009-10, когда клуб играл в Южной лиге попал под внешнее управление, и перед сезоном был исключен из лиги, как не имеющий стадиона для проведения матчей. Их стадион в настоящее время использует их клуб преемник Бробсгроув Спортинг.

## История

### Ранние годы
Бромсгроув Роверс был основан в 1885 году и сначала играл в местной лиге, пока в 1898 году не присоединился к лиге Бирмингема и окрестностей, где он финишировал призером в сезоне 1904/05. Команда перешла в Комбинацию Бирмингема в 1908 году, где и играли до начала семидесятых годов XX века. Роверс дважды становились чемпионами Комбинации в сезонах 1946/47 и 1959/60, и еще четырежды занимал второе место в лиге.
В 1972 году команда перешла в Южную лигу, в Первый дивизион Север. В 1979 лига была реорганизована, и команда была переведена в Дивизион Мидланд, который выиграла в сезоне 1985/86 и получила продвижение в Премьер дивизион.
Самым успешным периодом в истории клуба стали девяностые годы XX века. Под управлением Бобби Хоупа в сезоне 1991/92 команда выдала серию из 15 домашних побед подряд и обогнала клуб Дувр Атлетик в борьбе за титул. Это позволило Бромсгроув Роверс получить продвижение в Футбольную конференцию, высший уровень английского футбола, вне Футбольной Лиги.

### Конференция
Хорошая форма прошлого сезона помогла клубы в сезоне 1992/93 занять хорошее место на новом для себя уровне. Бромсгроув был одним из самых маленьких клубов в Конференции, но сумел занять второе место, уступив только Уиком Уондерерс.
В следующем сезоне команда прошла первый раунд Кубка Англии обыграв на выезде Нортгемптон Таун. После победы во втором раунде над клубом Конференции Йовил Таун, Бромсгроув в третьем раунде принимал на своем поле Барнсли, в присутствии 4 893 зрителей. За две минуты до окончания матча Бромсгроув вел 1-0, но футболисты Барнсли сумели отличиться дважды до конца матча. На послематчевой конференции наставник Барнсли Вив Андерсон назвал свою команду «саой удачливой в мире».

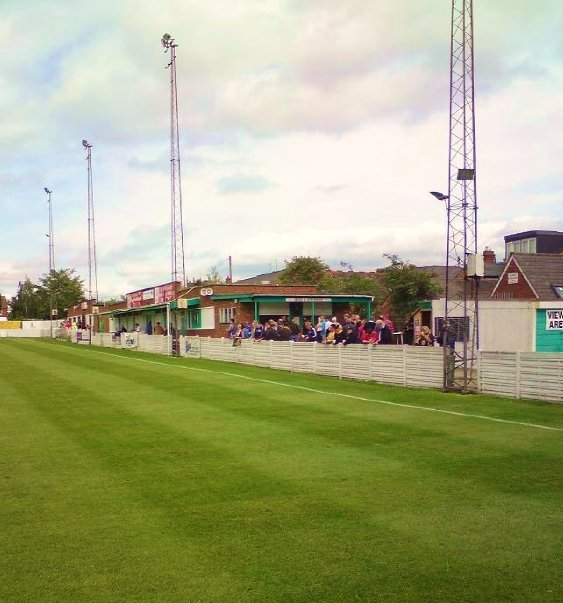
Виктория Граунд, домашний стадион команды

В это же время Бромсгроув дважды подряд выигрывает Кубок Футбольной Конференции в сезонах 1994/95 и 1995/96. Команда стала первой, кто выиграл этот трофей дважды подряд. В финале 1995/96 Бромсгроув выиграл у Кеттеринг Таун с суммарным счетом 10-2, что также является рекордом.

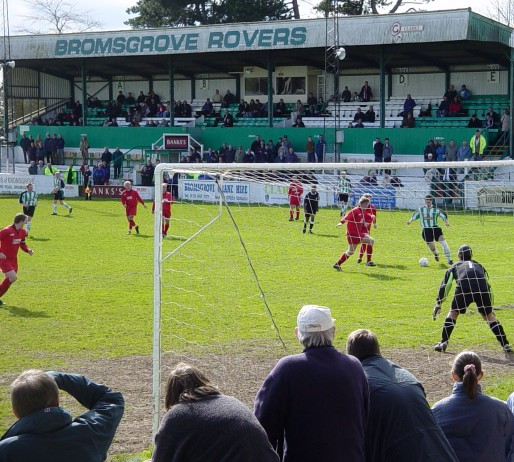
Домашняя игра на Виктория Граунд

Бромсгроув вылетел из Конференции в сезоне 1996/97. К этому времени Бобби Хоуп покинул пост менеджера команды, а лучшие игроки либо покинули клуб, либо завершили карьеру.

### Последние годы
После этого клуб находился в состоянии упадка. Вылет в Первый дивизион Запад Южной лиги в сезоне 1998/99 и в Альянс Мидланда (Midland Football Alliance) в сезоне 2000/01 только подтверждали это. Возвращение в Южную лигу удалось команде с первой попытки, но клуб находился очень далеко от уровня выступлений начала девяностых. Средняя посещаемость матчей упала с 1 500 (первый сезон в Конференции) до 200 человек.
В сезоне 2006/07, Бромсгроув достигли плей-офф, после финиша вторыми после Брэкли Таун. В полуфинале был обыгран клуб Ившем Юнайтед, а в финале Уилленхолл Таун и Бромсгроув Вернулся в Премьер дивизион Южной лиги в сезоне 2007/08.
После неплохого начала сезона 2007/08 последовал ряд поражений и тренер Род Браун был уволен. И. о. Был назначен Дуэйн Дарби, который смог вернуть команду в верхнюю половину таблицы лиги. Необходимо было набрать всего 9 очков в последних 10 встречах, чтобы гарантировать себе место в Премьер дивизионе на следующий год. Но команда не смогла этого сделать и вновь вылетела из Премьер дивизиона.

## Знаменитые игроки
игроки, которые выступали в высших дивизионах страны, либо вызывались в национальную сборную
- Питер Бродбент
- Тони Хейтли

## Достижения
- Кубок Футбольной Конференции
  - Обладатель 1994/95, 1995/96